# U-1057
Unterseeboot 1057 foi um submarino alemão do Tipo VIIC, pertencente a Kriegsmarine que atuou durante a Segunda Guerra Mundial.

## Comandantes
| Comandante         | Data                                   |
| ------------------ | -------------------------------------- |
| Oblt. Günther Lüth | 20 de maio de 1944 - 9 de maio de 1945 |

## Subordinação
Durante o seu tempo de serviço, esteve subordinado às seguintes flotilhas:
| Período                                    | Flotilha                                  |
| ------------------------------------------ | ----------------------------------------- |
| 20 de maio de 1944 - 31 de janeiro de 1945 | 5. Unterseebootsflottille (treinamento)   |
| 1 de fevereiro de 1945 - 8 de maio de 1945 | 5. Unterseebootsflottille (serviço ativo) |